# Années 780
Les années 780 couvrent la période de 780 à 789.

## Événements
- Vers 780 : 

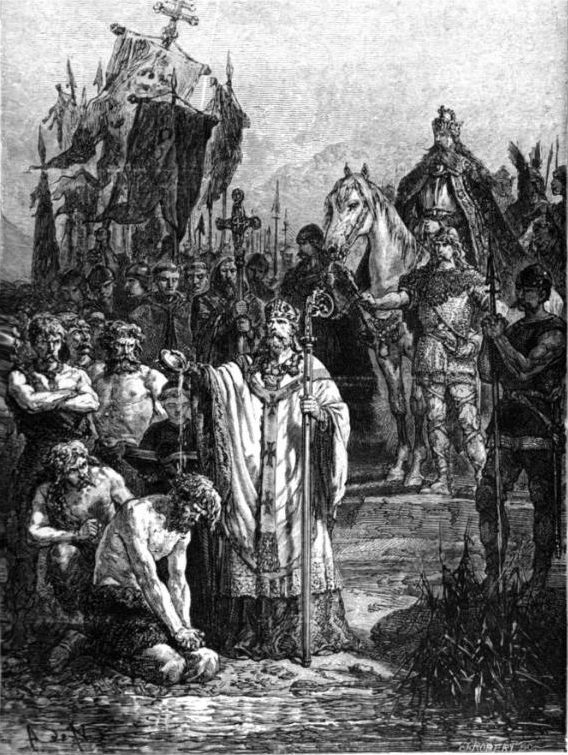
Le baptême des Saxons, gravure pour l'Histoire de France de François Guizot, par Alphonse-Marie-Adolphe de Neuville, 1883.

  - les Bulgares de la Volga fondent un royaume bien structuré au confluent de la Kama avec Bolghar pour capitale[1].
  - en Afrique, les berbères musulmans du royaume de Tahert entrent en contact avec Gao, sur le Niger, lieu de rassemblement de l’or[2].
- 772-773, 782-785 et 794-799 : guerres de Charlemagne contre la  Saxe. Pendant ses campagnes en Germanie, Charlemagne organise de grands massacres d'ours dans les forêts de Saxe et de Thuringe, pour éradiquer le culte païen qui est rendu à l'animal[3].
- Vers 785-786 : Charlemagne obtient du pape Paul Ier un sacramentaire grégorien qui lui permet d’introduire la liturgie romaine et d’éliminer les liturgies locales, gallicane, wisigothique ou irlandaise[4]. De là part une révolution musicale avec l’invention de la polyphonie par le biais du neume, signe qui permet de marquer la hauteur d’un son sur une partition, et du trope, syllabe d’un texte placé sous un neume, et de conserver une composition musicale. Ainsi sont posés les bases du contrepoint mélodique[5].
- 787 : fin du premier iconoclasme byzantin au IIe concile de Nicée[6].
- 788 : soumission de la Bavière par Charlemagne[7].
- 789-895 : dynastie Idrisside au Maroc[8].

## Personnages significatifs
Abd al-Rahman Ier
- Alcuin
- Al-Hadi (Abbasside)
- Arigis II de Bénévent
- Benoît d'Aniane
- Charlemagne
- Constantin VI (empereur byzantin)
- Haroun ar-Rachid
- Hicham Ier (Omeyyade)
- Idris Ier
- Saichō
- Staurakios (eunuque)
- Tassilon III de Bavière
- Théodulf d'Orléans
- Trisong Detsen
- Sainte Ulphe
- Widukind de Saxe